# کونوویتسه
کونوویتسه (به چکی: Kuňovice) یک منطقهٔ مسکونی در جمهوری چک است که در ناحیه بنشوو واقع شده‌است.